# جيوفري باركر
جيوفري باركر (بالإنجليزية: Geoffrey Parker)‏ هو مؤرخ العصر الحديث ‏ وأستاذ مدرسة وكاتب وبروفيسور ومؤرخ عسكري ومؤرخ بريطاني وأمريكي، ولد في 25 ديسمبر 1943 في نوتنغهام في المملكة المتحدة.